# Jos Moeke
Jos Moeke (Putten, 22 maart 1978) is een Nederlands organist.

## Biografie
Moeke ontving op negenjarige leeftijd zijn eerste orgellessen van diverse onderwijzers. Hij kreeg decenialang lessen van Herman van Vliet op het orgel van Carl Friedrich August Naber in de Sint-Joriskerk in Amersfoort. Hij volgde zijn muziekstudie aan het Utrechts Conservatorium waar hij orgelles kreeg van Jan Raas en en piano bij Henk Ekkel. Tevens volgde hij interpretatielessen bij Jean Guillou en Sophie-Véronique Cauchefer-Choplin. In 2003 slaagde hij voor zijn einddiploma.

## Loopbaan
Moeke is een van de vaste bespelers van het Škrabl-orgel in de kerk van de Gereformeerde Gemeenten in Elspeet. Zijn muziekstijl ligt nadrukkelijk op Duitse en Franse symfonische romantiek. Ook verschenen er van hem cd's van orgelspelen op in diverse Nederlandse kerken en voerde hij orgelconcerten uit.

## CD's
- Jos Moeke 25 jaar organist - Lebuinuskerk Deventer
- Jos Moeke - Martinikerk Bolsward
- Jos Moeke - Grote of Stephanuskerk Hasselt
- Jos Moeke - St. Joriskerk te Amersfoort
- Jos Moeke - Evangelisch Lutherse Kerk Den Haag

## Bladmuziek
- Twee Psalmen voor orgel
- Drie Psalmen voor orgel
- Prijs mijn ziel de Hemelkoning
- Komt nu met zang
- Ik kniel aan Uw kribbe neer
- Nu daagt het in het oosten